# Janvry (Essonne)
Janvry é uma comuna francesa na região administrativa da Ilha de França, no departamento de Essonne. Estende-se por uma área de 8.24 km². Em 2010 a comuna tinha 646 habitantes (densidade: 78,4 hab./km²).